# Romero Frank
Romero Frank (født 19. august 1987) er en peruviansk fodboldspiller, som spiller for den japanske fodboldklub FC Machida Zelvia.